# Szvetlana Joszifovna Allilujeva
Szvetlana Joszifovna Allilujeva (cirill betűkkel: Светлана Иосифовна Аллилуева, grúz írással: სვეტლანა ალილუევა), születési nevén: Szvetlana Joszifovna Sztalina (cirill betűkkel: Светлана Иосифовна Сталина), harmadik férje után: Svetlana Peters, Lana Peters (Moszkva, 1926. február 28. – Richland Center, Wisconsin, 2011. november 22.) grúz származású szovjet memoárszerző, fordító, irodalmi szerkesztő, a filológiai tudományok kandidátusa, Joszif Visszarionovics Sztálin lánya.
Huszonhét éves volt, amikor meghalt az apja. 1967-ben emigrált, 1984-ben hazatért, ám 1986-ban ismét elhagyta a Szovjetuniót. Egy időben tele volt vele a világsajtó, különösen az 1967-ben megjelent memoárja okán (Húsz baráti levél – Двадцать писем к другу, azaz Dvadcaty piszem k drugu). Számtalan házasságot, szerelmi és politikai drámát élt át. Nyikita Szergejevics Hruscsov visszaemlékezései szerint ő volt az egyetlen ember, akit Sztálin szeretett. Közvetlenül halála előtt az Amerikai Egyesült Államokban élt, ott is halt meg 2011-ben.

## Ifjúsága
Anyja, Nagyezsda Szergejevna Allilujeva, Sztálin második felesége egy ismert forradalmár, Szergej Allilujev (nála rejtőzködött egy időben Lenin) lánya volt. Egy meg nem erősített anekdota szerint 1903-ban Bakunál a tengerben fuldokló kétéves Nagyezsdát a vízből Sztálin mentette ki. A szerelem pedig 1917-ben bontakozott ki Szentpéterváron. 1918-ban házasodtak össze. Két gyermekük született, Vaszilij és Szvetlana.
Moszkvában járt iskolába (1932–1943), amit kitűnő eredménnyel végzett el. Ezután bekerült a Moszkvai Állami Egyetemre, ahol először a Filológiai Fakultásra járt, majd megbetegedett. Visszatérve az egyetemre az első évfolyamot kezdte el ismét, de már a Történelmi Tanszéken. Új- és legújabbkori történelmet tanult, Németországra specializálódott. Az egyetem után akadémiai aspirantúrát folytatott. A filológiai tudományok kandidátusa lett.
Ezután fordítóként és irodalmi szerkesztőként dolgozott. Fordításai angol nyelvből készültek (pl.: John Lewis, 1889–1976, angol filozófust fordította).
1944-ben férjhez ment Vaszilij Sztálin egy évfolyamtársához, Grigorij Morozovhoz. A házasságot Sztálin utasítására nem ismerték el törvényesnek. Ebből a házasságból egy fia, Ioszif született.
1949-ben a hírhedt művészetpolitikus Zsdánov fiához, Jurij Zsdanov kémikus, filozófushoz ment férjhez. A fiút az új férj adoptálta. Született egy lányuk: Jekatyerina.
1962-ben Moszkvában megkeresztelkedett.

## Emigráció
Szvetlana 1967-ben Indiába utazott élettársa, Bradzses Szingh hamvainak a Gangeszba szórására, és nem tért haza. Ezt írja erről a Húsz levél-ben:

„Az 1967-es kinnmaradásomnak nem politikai, hanem emberi okai voltak. Emlékeztetek itt arra, hogy közeli indiai barátom hamvait vittem oda, és nem szándékoztam disszidálni. hanem egy hónap után haza akartam térni. Ugyanakkor azokban az években átadtam magam az úgynevezett szabad világ idealizált eszméjének, egy olyan világénak, amelyet az én generációm egyáltalán nem ismert.”

Nyugaton maradása, aztán a Húsz levél – amelyben Allilujeva visszaemlékszik apjára, a Kremlben eltöltött évekre – 1967-es megjelenése világszenzáció volt, és hárommillió dollárt fialt.
Rövid ideig Svájcban tartózkodott, aztán átköltözött az Egyesült Államokba. Ott 1970-ben férjhez ment, szült egy lányt, és 1972-ben elvált.
Anyagi ügyei jól mentek. A Der Spiegel például 480 000 márkát fizetett a memoár kiadási jogáért.
1982-ben Angliába, Cambridge-be költözött. Az Amerikában született lányát itt egy internátusban neveltette. Ő maga utazóvá vált, bejárta szinte az egész világot.

„„Sztálin lánya az emigrációban ugyanúgy nem tudott mit kezdeni magával, mint hazájában. Néha megrohanta a honvágy a Zsivago doktor … filmzenéjének hallatán, majd elégette szovjet útlevelét egy kerti grillsütőn.” – Élet és irodalom, Hahner Péter”

## Hazatérés
1984 novemberében Olga lányával – aki nem beszélt oroszul – megjelent Moszkvában. Szenzációnak számító sajtókonferenciát rendezett, ahol közölte, hogy „Nyugaton egy percig nem volt szabad”.
A szovjet hatalom barátsággal fogadta, az állampolgárságát azonnal helyreállították. De hamarosan beköszöntött a kiábrándulás. Nem találta meg sem fiával, sem lányával (akiket 1967-ben elhagyott) a közös hangot. Az akkori szovjet rendszerrel napról napra romlott a viszonya.
Elutazott Grúziába, ahol megértéssel fogadták. Moszkvai utasításra minden feltételt biztosítottak számára. Egy felújított kétszobás lakásba költözhetett be, támogatták pénzzel és egy állandó kocsival, sofőröstül. A lánya iskolába járt és lovassporttal foglalkozott. Ingyenes tanárok oktatták az orosz és a grúz nyelvre.
Goriban, a Sztálin Múzeumban ünnepelték meg hatvanadik születésnapját.
Mindennek ellenére sok konfliktusa volt Grúziában mind a hatalommal, mind régi barátaival. A gori Sztálin Múzeum dolgozói nem egyszer hallották követeléseit, panaszait, hogy nem kap kellő figyelmet.

## Második emigráció
Két év után levelet írt az SzKP Központi Bizottságának, amelyben kérte, hogy elutazhasson az Egyesült Államokba. 1986-ban Gorbacsov személyes beavatkozására engedélyezték a visszatérését. Tbiliszit elhagyva úgy nyilatkozott, hogy elege lett a vademberekből. Ugyanakkor megőrizte az amerikai mellett a szovjet állampolgárságát is. Sokan úgy vélik, hogy ez a két év anyaggyűjtésre való volt leendő könyvéhez.
Amerikában Wisconsin államban telepedett le. Ugyanakkor 1992 szeptemberében újságírók egy angliai öregek házában találtak rá. Utána egy darabig egy svájci kolostorban lakott. 1992 decemberében Londonban látták.
2005-ben interjút adott az orosz Rosszija 1 tévének egy dokumentumfilmhez (Allilujeva és a férfiak). 2008-ban is készült róla egy 45 perces film: Szvetlána Szvetlánáról.
Végül Wisconsinban élt, Madison városában.
A lánya, Olga Peters egyedül él az Egyesült Államokban, Portlandben (Oregon). Fia, Ioszif Morozov kardiológusként dolgozott. 2008-ban, Moszkvában halt meg, 63 éves korában.

## Halála
Élete utolsó évtizedét viszonylagos visszavonultságban töltötte. Haláláról felröppent találgatásoknak az vetett véget, hogy 2011. november 28-án Mary Turner, Richland megyei halottkém hivatalosan bejelentette: Lana Peters elhunyt. A 85 éves nő halálát vastagbélrák okozta.

## Könyve magyarul
- Szvetlana Alliluyeva: Húsz levél egy jóbaráthoz; ford. Halász Péter; Pilvax, New York, 1967